# Moreau (malletier)
Pour les personnes ayant le même patronyme, voir Moreau.
La Maison Moreau est une entreprise française fondée en milieu du XIXe siècle à Paris, remplissant les fonctions de malletier, emballeur et expéditeur, spécialisée dans la fabrication d'articles de voyage.
L'homme politique Robert Bellanger (1884-1966) était parmi les clients prestigieux et célèbres de la marque "Moreau".

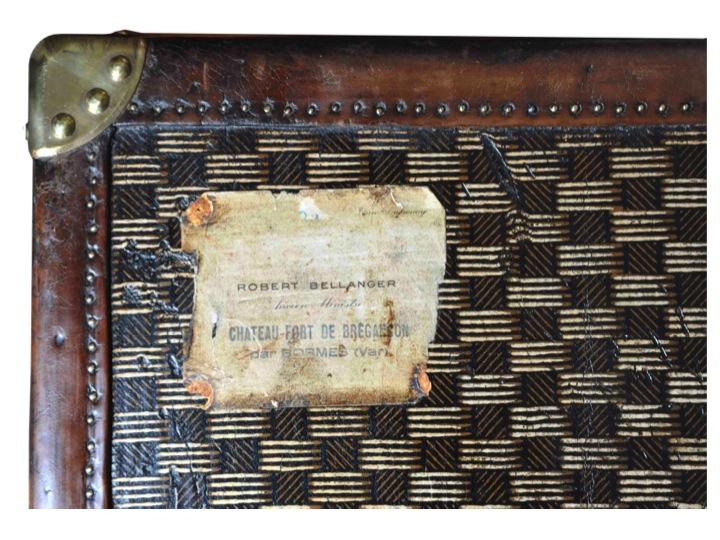
Malle "Moreau" ayant appartenu à Robert Bellanger.

L’adresse historique de la boutique principale était au 283, rue Saint-Honoré à Paris, jusqu’à la cessation de l'activité au début du XXe siècle.

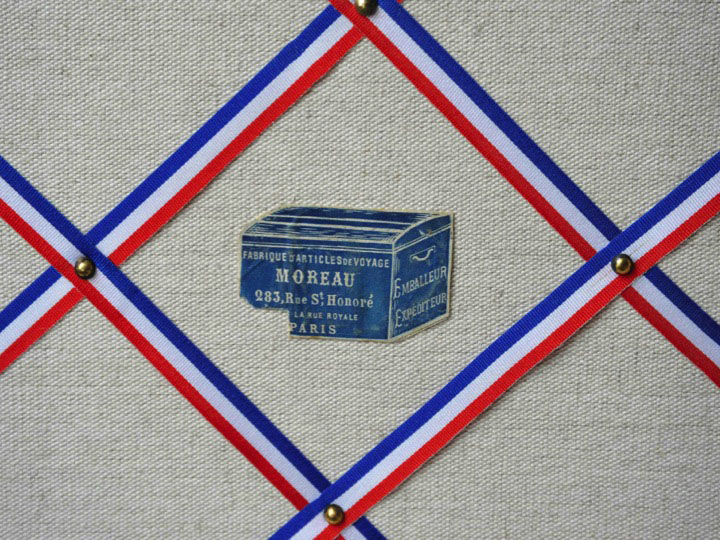
MOREAU 283, rue Saint Honore, Paris.

En 2011, au 49 de la même rue a été ouvert un commerce portant ce nom et la marque a fait l'objet d'une demande d'enregistrement le 26 mars 2019 auprès de l'INPI
En 2016, la marque ouvre une boutique au Japon.